# 27445 Lynnlane
27445 Lynnlane este o planetă minoră (asteroid) din centura de asteroizi. A fost descoperită pe 30 martie 2000 la Catalina Station⁠(d) de Catalina Sky Survey. 
Obiectul prezintă o orbită caracterizată de o semiaxă mare de 2,5503687 UAi, o excentricitate de 0,1, o înclinație de 5,77762 ° în raport cu ecliptica.